# Eustreptospondylus oxoniensis
Eustreptospondylus oxoniensis es una especie del género extinto Eustreptospondylus ("vértebra bien curvada") de dinosaurio terópodo megalosáurido, que vivió a mediados del período Jurásico, hace aproximadamente 164 y 161 millones, en el Calloviense, en lo que hoy es Europa.

## Descripción

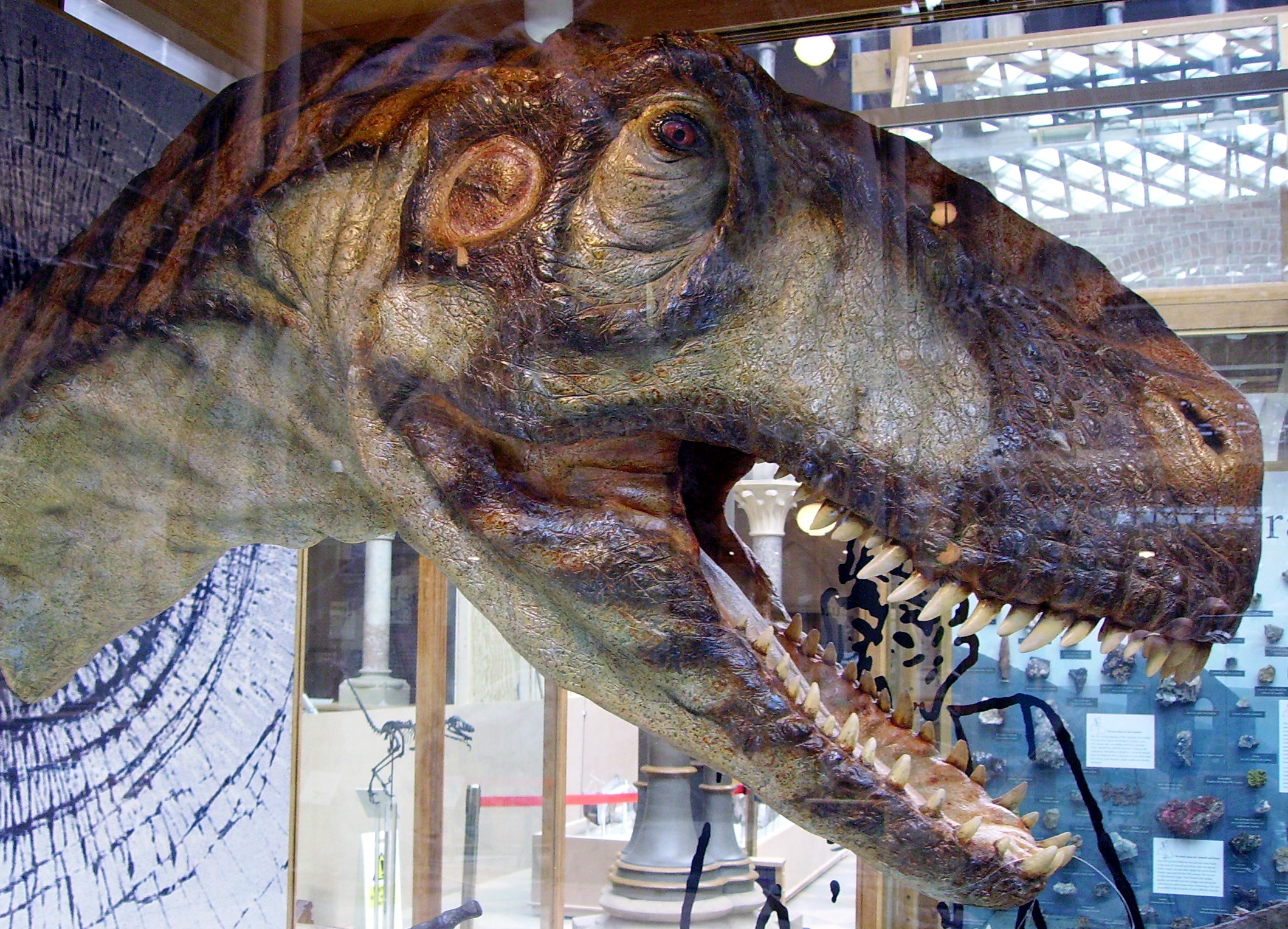
Representación de la cabeza de un Eustreptospondylus, el mismo que se utilizó para el documental Walking with Dinosaurs.

El holotipo de Eustreptospondylus poseía una longitud de alrededor de 4,63 metros de largo y peso de alrededor de 218 kilogramos, pero es un subadulto, por lo que un ejemplar totalmente desarrollado habría medido alrededor de 6 metros y pesado 1/2 tonelada. Fue un carnívoro bípedo que tenía una delgada cola. Su estructura es la de un terópodo típico, con poderosas patas traseras, postura erecta y brazos pequeños. A diferencia de Megalosaurus, posee una constitución física más delgada y esbelta.
El cráneo de Eustreptospondylus tiene un hocico bastante puntiagudo en vista lateral, con una gran fosa nasal orientada horizontalmente. No hay cuerno lagrimal. El techo del cráneo es relativamente grueso. Las ranuras oblicuas en las articulaciones de la mandíbula causaron que la boca se ensanchara cuando se abrieron las mandíbulas inferiores. Estas mandíbulas en la parte delantera son bastante altas y anchas. No se han conservado dientes ni en la mandíbula superior ni en la inferior, pero el tamaño de sus cavidades demuestra que el tercer diente de la mandíbula inferior estaba agrandado. Aunque no están excavadas, las vértebras dorsales delanteras tienen hipapofisis pareadas en sus partes inferiores, al igual que en Streptospondylus altdorfensis.
Sadleir et al. en 2008 establecieron varios rasgos que distinguen a Eustreptospondylus de sus parientes directos. En la esquina del lagrimal hay una depresión superficial, que está perforada por un foramen más pequeño. La rama descendente del postorbital tiene una ranura en su esquina posterior externa. El lado exterior del escamoso tiene un reborde de inclinación bien desarrollado que cubre, en vista lateral, la parte posterior superior de la fenestra temporal lateral. La vértebra del décimo cuello tiene una depresión clara en su parte inferior delantera. El cuello y las vértebras dorsales no están quilladas. En 2012, Matthew Carrano agregó a estos rasgos. El pedúnculo del ilion al que pertenece el hueso púbico está adherido, es transversalmente ancho y largo desde la parte delantera a la trasera. Con la lámina trasera del ilion, el borde inferior del lado exterior se gira hacia arriba hasta una posición casi horizontal, creando y desnudando en su longitud total una superficie ósea, la "repisa corta" , que forma la cara interna de la lámina interna. Esta plataforma con dinosaurios funciona como un área de unión para un músculo de la cola, el Musculus caudofemoralis brevis.
Sadleir también encontró rasgos adicionales que demuestran que Eustreptospondylus se diferenció de Magnosaurus nethercombensis en más de un solo detalle. Las placas interdentales que refuerzan la parte posterior de los dientes son más largas de adelante a atrás que altas, en M. nethercombensis es todo lo contrario. Visto desde arriba, el hueso púbico forma transversalmente una parte más estrecha del borde inferior de la articulación de la cadera. Vista desde atrás, la parte superior del lado interno del fémur es recta. La cresta cnemial de la espinilla superior no tiene una cresta que se extienda hacia el frente y hacia abajo, en su lado exterior.

## Descubrimiento e investigación

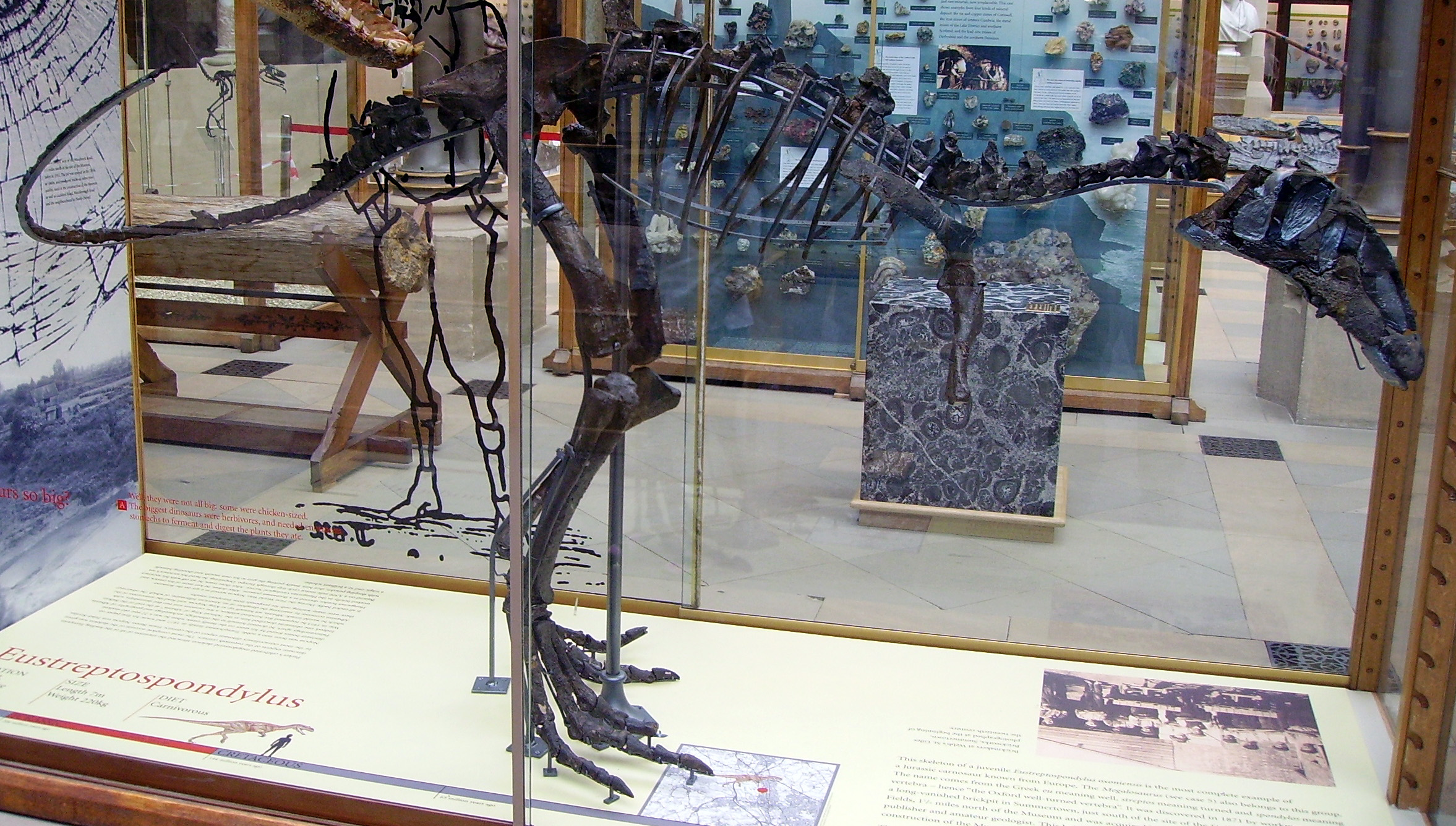
Esqueleto de Eustreptospondylus.

En 1870, los trabajadores de Summertown Brick Pit, justo al norte de Oxford, Inglaterra, encontraron el esqueleto de un terópodo. Los restos fueron adquiridos por el librero local James Parker, quien los llamó la atención del profesor John Phillips de Oxford. Phillips describió los huesos en 1871, pero no los nombró. En ese momento, los restos representaban el esqueleto más completo de un gran terópodo jamás encontrado. Eustreptospondylus sigue siendo el más completo de todos los grandes terópodos jurásicos europeos. En 1890, el esqueleto fue comprado por la Universidad de Oxford y Arthur Smith Woodward lo examinó y lo remitió a '"Megalosaurus bucklandi'". En 1905 y 1906 el barón Franz Nopcsa reasignó el esqueleto a la especie, Streptospondylus cuvieri, que había sido descrito por primera vez por Sir Richard Owen en 1842, sobre la base de una vértebra ahora perdida de la etapa batoniense del período Jurásico. La razón de esta asignación fue que la especie tipo Streptospondylus altdorfensis de Francia era una forma claramente relacionada, y Nopcsa decidió subsumir todo el material británico de esta naturaleza bajo una sola especie de Streptospondylus, por lo que el nombre S. cuvieri no podía ser evitado. La asignación de un hallazgo bastante completo a una especie basada en restos muy pobres es problemática. Esto fue observado por el paleontólogo alemán Friedrich von Huene, quien en algún momento se refirió al espécimen como Streptospondylus cuvieri y en otras ocasiones lo consideró una especie de Megalosaurus como Megalosaurus cuvieri.
En 1964, Alick Donald Walker aclaró las cosas al erigir un género y una especie separados para el espécimen de Oxford. Eustreptospondylus oxoniensis . El nombre del género Eustreptospondylus, fue pensado para significar " Streptospondylus verdadero ". Streptospondylus significa "vértebra convertida", y se deriva de las palabras griegas streptos,  στρεπτος que significa "invertido" y spondylus, σπονδυλος, una referencia al hecho de que su vértebra dorsal era opistotica, en contraste con la típica vértebra procélica. El nombre específico Oxoniensis, se refiere a su procedencia de Oxford.
El holotipo, OUM J13558, fue recuperado por W. Parker a partir de arcilla en una capa marina del miembro Stewartby de la formación de Arcilla Oxford, que se remonta a la etapa Calloviense del período Jurásico, hace aproximadamente 162 millones de años. Consiste en un esqueleto bastante completo, con un cráneo al que le faltan elementos, incluidos los huesos nasales, los yugales, los extremos posteriores de las mandíbulas inferiores, lasí partes inferiores  de los brazos y el extremo de la cola. Representa a un individuo subadulto. El único otro espécimen referido a Eustreptospondylus oxoniensis es OUMNH J.29775, un ilion izquierdo. El holotipo se preparó completamente y se exhibió en 1924, en una posición bastante erecta. A principios del siglo XXI, una nueva exhibición cambió esto a una posición horizontal del cuerpo.
En 2000, Rauhut encontró que solamente características de menor importancia en los huesos de la cadera diferenciaban a Eustreptospondylus de Magnosaurus, previamente conocido. En los huesos de la cadera, una fusión que se extiende más hacia arriba de los "pies" de los huesos púbicos , hace de Eustreptospondylus Magnosaurus, y en 2003 propuso que fueran el mismo género, lo que crearía la especie Magnosaurus oxoniensis. En 2010, Gregory S. Paul  consideró la especie idéntica a Streptospondylus altdorfensis. Como solo se ha encontrado un esqueleto, Eustreptospondylus fue probablemente un terópodo raro.
La primera descripción detallada del material de Eustreptospondylus fue en 1906 por Nopcsa. Rudyard Sadleir et al. publicó una descripción moderna en 2008 . En 1964, Walker también nombró una segunda especie de Eustreptospondylus,  Eustreptospondylus divesensis, basada en un hallazgo francés. En 1977 esto se convirtió en el género separado Piveteausaurus.

## Clasificación
En 1964, Walker asignó Eustreptrospondylus a Megalosauridae, que históricamente se incluyó en un parafilético "Carnosauria", aunque a veces se reconoció un Eustreptospondylidae separado. Hoy en día, Eustreptospondylus se considera comúnmente un miembro de Eustreptospondylinae, clado dentro de Megalosauridae.

### Filogenia
Una posible posición de Eustreptospondylus en el árbol evolutivo está dada por este cladograma basado en un análisis cladístico de Carrano et al..

|  | Eustreptospondylus |
|  |                    |

|  | Duriavenator                                                 |
|  |                                                              |
|  | \| \| Megalosaurus \| \| \| \| \| \| Torvosaurus \| \| \| \| |
|  |                                                              |
|  | Megalosaurus                                                 |
|  |                                                              |
|  | Torvosaurus                                                  |
|  |                                                              |

|  | Megalosaurus |
|  |              |
|  | Torvosaurus  |
|  |              |

|  | Dubreuillosaurus |
|  |                  |
|  | Magnosaurus      |
|  |                  |

|  | Leshansaurus   |
|  |                |
|  | Piveteausaurus |
|  |                |

|  | Dubreuillosaurus |
|  |                  |
|  | Magnosaurus      |
|  |                  |

|  | Leshansaurus   |
|  |                |
|  | Piveteausaurus |
|  |                |

|  | Duriavenator                                                 |
|  |                                                              |
|  | \| \| Megalosaurus \| \| \| \| \| \| Torvosaurus \| \| \| \| |
|  |                                                              |
|  | Megalosaurus                                                 |
|  |                                                              |
|  | Torvosaurus                                                  |
|  |                                                              |

|  | Megalosaurus |
|  |              |
|  | Torvosaurus  |
|  |              |

|  | Dubreuillosaurus |
|  |                  |
|  | Magnosaurus      |
|  |                  |

|  | Leshansaurus   |
|  |                |
|  | Piveteausaurus |
|  |                |

|  | Dubreuillosaurus |
|  |                  |
|  | Magnosaurus      |
|  |                  |

|  | Leshansaurus   |
|  |                |
|  | Piveteausaurus |
|  |                |

|  | Eustreptospondylus |
|  |                    |

|  | Duriavenator                                                 |
|  |                                                              |
|  | \| \| Megalosaurus \| \| \| \| \| \| Torvosaurus \| \| \| \| |
|  |                                                              |
|  | Megalosaurus                                                 |
|  |                                                              |
|  | Torvosaurus                                                  |
|  |                                                              |

|  | Megalosaurus |
|  |              |
|  | Torvosaurus  |
|  |              |

|  | Dubreuillosaurus |
|  |                  |
|  | Magnosaurus      |
|  |                  |

|  | Leshansaurus   |
|  |                |
|  | Piveteausaurus |
|  |                |

|  | Dubreuillosaurus |
|  |                  |
|  | Magnosaurus      |
|  |                  |

|  | Leshansaurus   |
|  |                |
|  | Piveteausaurus |
|  |                |

|  | Duriavenator                                                 |
|  |                                                              |
|  | \| \| Megalosaurus \| \| \| \| \| \| Torvosaurus \| \| \| \| |
|  |                                                              |
|  | Megalosaurus                                                 |
|  |                                                              |
|  | Torvosaurus                                                  |
|  |                                                              |

|  | Megalosaurus |
|  |              |
|  | Torvosaurus  |
|  |              |

|  | Dubreuillosaurus |
|  |                  |
|  | Magnosaurus      |
|  |                  |

|  | Leshansaurus   |
|  |                |
|  | Piveteausaurus |
|  |                |

|  | Dubreuillosaurus |
|  |                  |
|  | Magnosaurus      |
|  |                  |

|  | Leshansaurus   |
|  |                |
|  | Piveteausaurus |
|  |                |

|  | Eustreptospondylus |
|  |                    |

|  | Duriavenator                                                 |
|  |                                                              |
|  | \| \| Megalosaurus \| \| \| \| \| \| Torvosaurus \| \| \| \| |
|  |                                                              |
|  | Megalosaurus                                                 |
|  |                                                              |
|  | Torvosaurus                                                  |
|  |                                                              |

|  | Megalosaurus |
|  |              |
|  | Torvosaurus  |
|  |              |

|  | Dubreuillosaurus |
|  |                  |
|  | Magnosaurus      |
|  |                  |

|  | Leshansaurus   |
|  |                |
|  | Piveteausaurus |
|  |                |

|  | Dubreuillosaurus |
|  |                  |
|  | Magnosaurus      |
|  |                  |

|  | Leshansaurus   |
|  |                |
|  | Piveteausaurus |
|  |                |

|  | Duriavenator                                                 |
|  |                                                              |
|  | \| \| Megalosaurus \| \| \| \| \| \| Torvosaurus \| \| \| \| |
|  |                                                              |
|  | Megalosaurus                                                 |
|  |                                                              |
|  | Torvosaurus                                                  |
|  |                                                              |

|  | Megalosaurus |
|  |              |
|  | Torvosaurus  |
|  |              |

|  | Dubreuillosaurus |
|  |                  |
|  | Magnosaurus      |
|  |                  |

|  | Leshansaurus   |
|  |                |
|  | Piveteausaurus |
|  |                |

|  | Dubreuillosaurus |
|  |                  |
|  | Magnosaurus      |
|  |                  |

|  | Leshansaurus   |
|  |                |
|  | Piveteausaurus |
|  |                |

|  | Eustreptospondylus |
|  |                    |

|  | Duriavenator                                                 |
|  |                                                              |
|  | \| \| Megalosaurus \| \| \| \| \| \| Torvosaurus \| \| \| \| |
|  |                                                              |
|  | Megalosaurus                                                 |
|  |                                                              |
|  | Torvosaurus                                                  |
|  |                                                              |

|  | Megalosaurus |
|  |              |
|  | Torvosaurus  |
|  |              |

|  | Dubreuillosaurus |
|  |                  |
|  | Magnosaurus      |
|  |                  |

|  | Leshansaurus   |
|  |                |
|  | Piveteausaurus |
|  |                |

|  | Dubreuillosaurus |
|  |                  |
|  | Magnosaurus      |
|  |                  |

|  | Leshansaurus   |
|  |                |
|  | Piveteausaurus |
|  |                |

|  | Duriavenator                                                 |
|  |                                                              |
|  | \| \| Megalosaurus \| \| \| \| \| \| Torvosaurus \| \| \| \| |
|  |                                                              |
|  | Megalosaurus                                                 |
|  |                                                              |
|  | Torvosaurus                                                  |
|  |                                                              |

|  | Megalosaurus |
|  |              |
|  | Torvosaurus  |
|  |              |

|  | Dubreuillosaurus |
|  |                  |
|  | Magnosaurus      |
|  |                  |

|  | Leshansaurus   |
|  |                |
|  | Piveteausaurus |
|  |                |

|  | Dubreuillosaurus |
|  |                  |
|  | Magnosaurus      |
|  |                  |

|  | Leshansaurus   |
|  |                |
|  | Piveteausaurus |
|  |                |

|  | Eustreptospondylus |
|  |                    |

|  | Duriavenator                                                 |
|  |                                                              |
|  | \| \| Megalosaurus \| \| \| \| \| \| Torvosaurus \| \| \| \| |
|  |                                                              |
|  | Megalosaurus                                                 |
|  |                                                              |
|  | Torvosaurus                                                  |
|  |                                                              |

|  | Megalosaurus |
|  |              |
|  | Torvosaurus  |
|  |              |

|  | Dubreuillosaurus |
|  |                  |
|  | Magnosaurus      |
|  |                  |

|  | Leshansaurus   |
|  |                |
|  | Piveteausaurus |
|  |                |

|  | Dubreuillosaurus |
|  |                  |
|  | Magnosaurus      |
|  |                  |

|  | Leshansaurus   |
|  |                |
|  | Piveteausaurus |
|  |                |

|  | Duriavenator                                                 |
|  |                                                              |
|  | \| \| Megalosaurus \| \| \| \| \| \| Torvosaurus \| \| \| \| |
|  |                                                              |
|  | Megalosaurus                                                 |
|  |                                                              |
|  | Torvosaurus                                                  |
|  |                                                              |

|  | Megalosaurus |
|  |              |
|  | Torvosaurus  |
|  |              |

|  | Dubreuillosaurus |
|  |                  |
|  | Magnosaurus      |
|  |                  |

|  | Leshansaurus   |
|  |                |
|  | Piveteausaurus |
|  |                |

|  | Dubreuillosaurus |
|  |                  |
|  | Magnosaurus      |
|  |                  |

|  | Leshansaurus   |
|  |                |
|  | Piveteausaurus |
|  |                |

|  | Eustreptospondylus |
|  |                    |

|  | Duriavenator                                                 |
|  |                                                              |
|  | \| \| Megalosaurus \| \| \| \| \| \| Torvosaurus \| \| \| \| |
|  |                                                              |
|  | Megalosaurus                                                 |
|  |                                                              |
|  | Torvosaurus                                                  |
|  |                                                              |

|  | Megalosaurus |
|  |              |
|  | Torvosaurus  |
|  |              |

|  | Dubreuillosaurus |
|  |                  |
|  | Magnosaurus      |
|  |                  |

|  | Leshansaurus   |
|  |                |
|  | Piveteausaurus |
|  |                |

|  | Dubreuillosaurus |
|  |                  |
|  | Magnosaurus      |
|  |                  |

|  | Leshansaurus   |
|  |                |
|  | Piveteausaurus |
|  |                |

|  | Duriavenator                                                 |
|  |                                                              |
|  | \| \| Megalosaurus \| \| \| \| \| \| Torvosaurus \| \| \| \| |
|  |                                                              |
|  | Megalosaurus                                                 |
|  |                                                              |
|  | Torvosaurus                                                  |
|  |                                                              |

|  | Megalosaurus |
|  |              |
|  | Torvosaurus  |
|  |              |

|  | Dubreuillosaurus |
|  |                  |
|  | Magnosaurus      |
|  |                  |

|  | Leshansaurus   |
|  |                |
|  | Piveteausaurus |
|  |                |

|  | Dubreuillosaurus |
|  |                  |
|  | Magnosaurus      |
|  |                  |

|  | Leshansaurus   |
|  |                |
|  | Piveteausaurus |
|  |                |

|  | Eustreptospondylus |
|  |                    |

|  | Duriavenator                                                 |
|  |                                                              |
|  | \| \| Megalosaurus \| \| \| \| \| \| Torvosaurus \| \| \| \| |
|  |                                                              |
|  | Megalosaurus                                                 |
|  |                                                              |
|  | Torvosaurus                                                  |
|  |                                                              |

|  | Megalosaurus |
|  |              |
|  | Torvosaurus  |
|  |              |

|  | Dubreuillosaurus |
|  |                  |
|  | Magnosaurus      |
|  |                  |

|  | Leshansaurus   |
|  |                |
|  | Piveteausaurus |
|  |                |

|  | Dubreuillosaurus |
|  |                  |
|  | Magnosaurus      |
|  |                  |

|  | Leshansaurus   |
|  |                |
|  | Piveteausaurus |
|  |                |

|  | Duriavenator                                                 |
|  |                                                              |
|  | \| \| Megalosaurus \| \| \| \| \| \| Torvosaurus \| \| \| \| |
|  |                                                              |
|  | Megalosaurus                                                 |
|  |                                                              |
|  | Torvosaurus                                                  |
|  |                                                              |

|  | Megalosaurus |
|  |              |
|  | Torvosaurus  |
|  |              |

|  | Dubreuillosaurus |
|  |                  |
|  | Magnosaurus      |
|  |                  |

|  | Leshansaurus   |
|  |                |
|  | Piveteausaurus |
|  |                |

|  | Dubreuillosaurus |
|  |                  |
|  | Magnosaurus      |
|  |                  |

|  | Leshansaurus   |
|  |                |
|  | Piveteausaurus |
|  |                |

|  | Eustreptospondylus |
|  |                    |

|  | Duriavenator                                                 |
|  |                                                              |
|  | \| \| Megalosaurus \| \| \| \| \| \| Torvosaurus \| \| \| \| |
|  |                                                              |
|  | Megalosaurus                                                 |
|  |                                                              |
|  | Torvosaurus                                                  |
|  |                                                              |

|  | Megalosaurus |
|  |              |
|  | Torvosaurus  |
|  |              |

|  | Dubreuillosaurus |
|  |                  |
|  | Magnosaurus      |
|  |                  |

|  | Leshansaurus   |
|  |                |
|  | Piveteausaurus |
|  |                |

|  | Dubreuillosaurus |
|  |                  |
|  | Magnosaurus      |
|  |                  |

|  | Leshansaurus   |
|  |                |
|  | Piveteausaurus |
|  |                |

|  | Duriavenator                                                 |
|  |                                                              |
|  | \| \| Megalosaurus \| \| \| \| \| \| Torvosaurus \| \| \| \| |
|  |                                                              |
|  | Megalosaurus                                                 |
|  |                                                              |
|  | Torvosaurus                                                  |
|  |                                                              |

|  | Megalosaurus |
|  |              |
|  | Torvosaurus  |
|  |              |

|  | Dubreuillosaurus |
|  |                  |
|  | Magnosaurus      |
|  |                  |

|  | Leshansaurus   |
|  |                |
|  | Piveteausaurus |
|  |                |

|  | Dubreuillosaurus |
|  |                  |
|  | Magnosaurus      |
|  |                  |

|  | Leshansaurus   |
|  |                |
|  | Piveteausaurus |
|  |                |

## Paleobiología

### Dieta
Eustreptospondylus, como muchos otros terópodos, se alimentaron de dinosaurios y pterosaurios más pequeños, o eliminaron los cadáveres de peces, reptiles marinos y otros dinosaurios. Podría haberse proveído en las costas de los canales y la vida marina.

### Natación
Eustreptospondylus se conoce a partir de un fósil de una isla, en un momento en que Europa consistía principalmente de archipiélagos. Esto sugiere que podría haber sido capaz de nadar distancias cortas. Eustreptospondylus ha sido considerado un buen nadador, lo suficientemente fuerte como para nadar de isla en isla como el moderno dragón de Komodo. No todos los paleontólogos están de acuerdo con la hipótesis de la natación. Las teorías opuestas sostienen que el fósil de Eustreptospondylus fue arrastrado al mar durante una inundación después de que el animal murió en el continente, o fue llevado al océano después de que murió en un río.

### Enanismo insular
Eustreptospondylus ha sido descrito como un género que sufrió de enanismo insular . En el 2000, David Martill y Darren Naish señalaron que la representación del animal como una especie de enano que habita en una isla fue causada por no darse cuenta de que el espécimen holotipo representaba un subadulto.

## En la cultura popular
Eustreptospondylus aparece en el episodio 3 de la serie para televisión Caminando con Dinosaurios, "Mar cruel". Uno es comido por un Liopleurodon mientras pescaba. En el final del episodio, dos Eustreptospondylus se comen un Liopleurodon varado y muerto. Este episodio también retrató a Eustreptospondylus como sabiendo nadar distancias cortas en aguas someras. También aparece en la novela de la serie Primeval, Fuego y Agua, donde se retrata como el depredador superior del Jurásico Medio, y también mostrado como pudiendo nadar entre pequeñas islas.